# Hengst

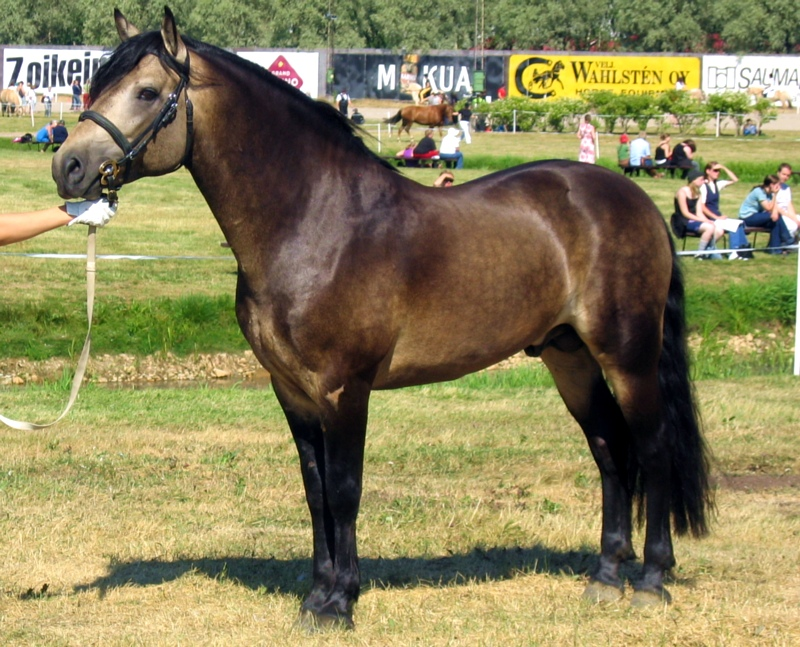
Connemara-Ponyhengst

Ein Hengst (von mittelhochdeutsch hẹng[e]st „Pferd“, seit dem 15. Jahrhundert „männliches Pferd“, von althochdeutsch hẹngist, wohl von germanisch hangista, „Ross“, „Pferd“, über indogermanisch kāk verwandt mit griechisch kēkío „entspringe“) ist ein männliches Tier der Familie Einhufer (Equidae) und Kamele (Camelidae). Das weibliche Pendant zum Hengst ist die Stute. Ein Hengst ist ein männliches, unkastriertes Tier, während ein kastrierter Hengst Wallach genannt wird.

## Pferdehengst
Hengste, die nicht zur Zucht eingesetzt werden, werden meist kastriert (gelegt), um sie für den Menschen umgänglicher zu machen.

### Deckhengst oder Beschäler

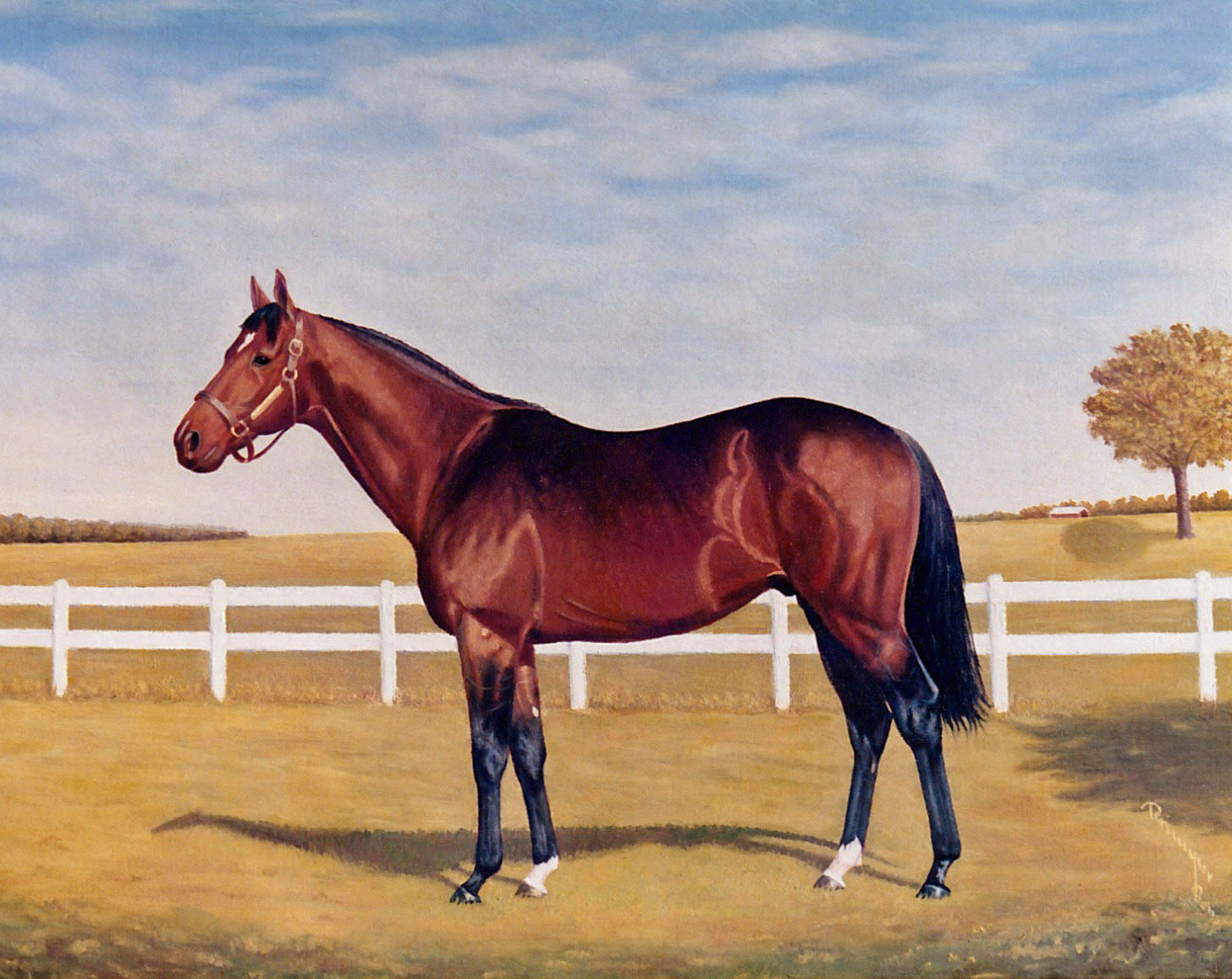
Bob Demuyser: Lou Piget (Hengst für die Zucht in Frankreich von 1983 bis 1994), Öl auf Leinwand

Ein in der Zucht tätiger Hengst wird Deckhengst genannt, da das Zusammenbringen eines Hengsts und einer Stute zum Zweck der Begattung als Decken bezeichnet wird. Zur Zucht eingesetzt werden dürfen in Deutschland nur in das so genannte Hengstregister der jeweiligen Rasse eingetragene Hengste. Voraussetzung dafür ist bei vielen Rassen die Teilnahme an einer Körung (Auswahl) sowie das Bestehen einer Hengstleistungsprüfung. In der Vollblutzucht gibt es hierzu entsprechend ein offizielles Anerkennungsverfahren (nach Rennordnung, Nummern 50 bis 52). Hengste, die zur Zucht geeignet, gekört und ausgewählt sind, werden als Beschäler bezeichnet.
Landbeschäler sind Deckhengste, die in einem Landgestüt aufgestallt sind und sich meist im Staatsbesitz befinden. Dies trifft auf etwa die Hälfte aller Warmblut- und Kaltblut-Zuchthengste in Deutschland zu, die übrigen Hengste befinden sich im Besitz privater Deckstationen. Diese werden als Privatbeschäler (P.B.) bezeichnet.
Hauptbeschäler sind Deckhengste, die in einem Hauptgestüt aufgestallt sind. In Österreich werden Hauptbeschäler auch als Pepinierhengste bezeichnet.
1926 wurde die erste deutsche Hengstprüfungsanstalt in Zwion/Georgenburg eingerichtet, in der ein Jahr lang Fähigkeit und Ausdauer der potentiellen Beschäler überprüft wurden, ehe sie in die Zucht kamen.

### Stempelhengst
Deckhengste, die wegen besonders erwünschter Eigenschaften eine eigene Linie begründen, werden als Stempelhengste bezeichnet. Der berühmteste Stempelhengst dürfte wohl Eclipse als wichtigster Stammvater des Englischen Vollbluts sein. Dark Ronald (1905–1928) gilt als der Stempelhengst der deutschen Vollblutzucht des 20. Jahrhunderts. In jüngerer Vergangenheit wären in der internationalen Zucht dieser Rasse vor allem St. Simon, Nearco und Northern Dancer zu nennen (siehe auch Championat der Vaterpferde). In der Warmblutpferdezucht gilt z. B. der Trakehner Tempelhüter als ein Stempelhengst.